# Język Polski (Tạp chí)
Język Polski là một tạp chí khoa học và công nghệ của Ba Lan, được xuất bản bởi Hiệp hội những người yêu thích ngôn ngữ Ba Lan. Tạp chí là nơi xuất bản các bài báo khoa học ở lĩnh vực ngôn ngữ học Ba Lan và cả ngôn ngữ học nói chung, dựa trên thực tế ngôn ngữ Ba Lan. Lĩnh vực quan tâm bao gồm ngữ pháp mô tả và lịch sử của ngôn ngữ Ba Lan, phương ngữ học, ngôn ngữ học, tính đúng đắn của ngôn ngữ, ngôn ngữ học chuẩn tắc, từ điển học và từ điển học, các khía cạnh ngôn ngữ học của phương tiện điện tử. Tạp chí xuất bản bằng tiếng Ba Lan, một năm có 4 tập. Tất cả các bài báo trên tạp chí đều được truy cập miễn phí trên cơ sở Truy cập Mở (Open access).

## Mã số xuất bản
- ISSN: 0021-6941 (bản in)
- GICID: 71.0000.1500.1957
- Nhà xuất bản: Hiệp hội những người yêu thích ngôn ngữ Ba Lan
- Nhóm chuyên môn: Ngôn ngữ học

## Chỉ số ảnh hưởng
- Chỉ số SJR (Scimago Journal Rank) năm 2019: 0.14[3]
- Chỉ số SNIP (Source Normalized Impact per Paper) năm 2019: 0.32[3]
- Chỉ số Scopus CiteScore năm 2019: 0.2[3]
- Chỉ số H Index năm 2019: 3[4]
- Danh mục tạp chí SCIE năm 2019: Nhóm Q3[4]
- Tạp chí Język Polski  được lập chỉ mục trích dẫn khoa học ở các cơ sở dữ liệu: Central and Eastern European Online Library (CEEOL), CEJSH[3]

## Ban biên tập
- Tổng biên tập: Giáo sư Piotr Żmigrodzki, Viện Ngôn ngữ Ba Lan tại Viện Hàn lâm Khoa học Ba Lan
- Thư ký khoa học: Tiến sĩ Monika Buława, Viện Ngôn ngữ Ba Lan tại Viện Hàn lâm Khoa học Ba Lan